# عويسبة مشعرة
عويسبة مشعرة (الاسم العلمي:Eristalis hirta) هي نوع من الحشرات تتبع جنس العويسبة من فصيلة السرفات.